# Tennis platja

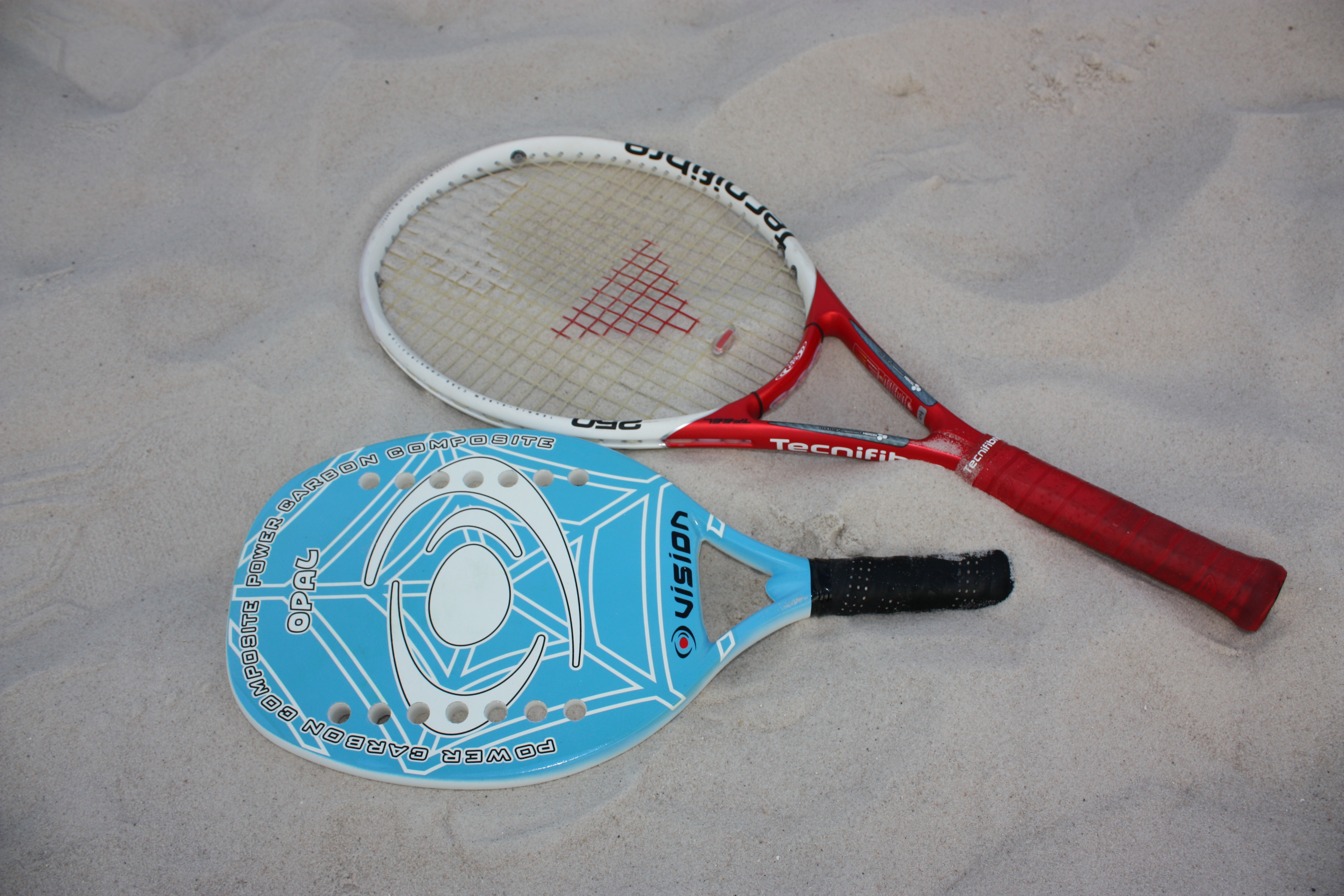
Raqueta de tennis platja tradicional (sòlida) i nord-americana (encordada).

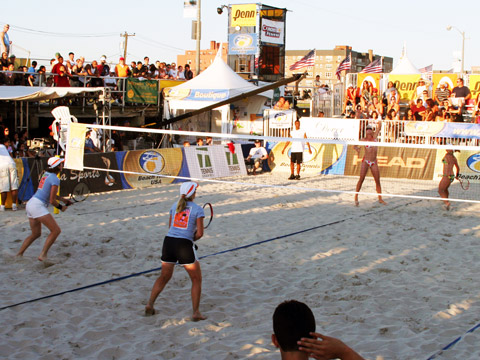
Modalitat americana de tennis platja

El tennis platja, anomenat internacionalment (en anglès) beach tennis, és un esport de raqueta, considerat una modalitat del tennis convencional.
Es juga sobre una superfície de sorra, amb unes mesures del terreny de joc de 16 (longitud) per 8 metres (amplada), amb una xarxa - dividint el camp en dos parts - d'alçada 1,70 m, amb una pilota tova - sense pressió - i, amb unes raquetes especials, semblants a les pales de platja i de pàdel.
Tot i que l'origen del tennis platja a Catalunya no està documentat ni consensuat, molts indicis fan pensar que es tracta d'un esport que podria haver nascut de manera simultània en diferents poblacions, a partir dels tradicionals jocs de pales. La concepció com a nova modalitat esportiva i els primers intents de regulació i impuls dels tennis platja, sí que els podem situar al poble pescador de Torredembarra, Tarragona, el 1976.Tres joves de la localitat van idear una activitat a la platja, amb l'ajut d'uns rems i una xarxa de pescador que van fer servir per muntar la seva primera pista. Per tal d'establir l'alçada de la xarxa, van prendre de referència l'alçada d'un d'ells; L'Eduard Muntada de 1.85 m. Els altres dos eren el Josep Manuel Muntada i L'Emili Martinell. Inicialment jugaven amb una pala de fusta, fent el servei per sota, i comptant la puntuació per jocs a 21 punts. Els primers anys, fins i tot van arribar a jugar tres contra tres (dos davant i un darrere).
El 28 de juny de 2004, l'Assemblea General Ordinària de Clubs va aprovar la modificació de l'article 2 dels Estatuts de la Federació Catalana de Tennis (FCT), amb la inclusió del tennis platja com a modalitat esportiva de la FCT, i des de 2009 l'Associació Beach Tennis Catalunya és la que gestiona el tennis platja. Internacionalment està regulat per la Federació Internacional de Beach Tennis.
El país amb més practicants és Itàlia. Torredembarra és actualment un dels indrets amb més afecció pel tennis platja, havent estat la seu de Campionats de Catalunya, entre d'altres. L'Ajuntament de la localitat ha reconegut aquesta tradició col·locant una placa commemorativa a la Platja de Baix a Mar, habilitada tot l'any per practicar aquest esport.